# Eleições no Território Federal de Rondônia em 1954
As eleições no território federal de Rondônia em 1954 ocorreram em 3 de outubro como parte das eleições gerais no Distrito Federal, em 20 estados e nos territórios federais do Acre, Amapá e Roraima. No presente caso, a Constituição de 1946 fixou um deputado federal para representar cada um dos territórios federais então existentes.

## Resultado da eleição para deputado federal
Informa o Tribunal Superior Eleitoral que houve 6.985 votos nominais (96,42%), 13 votos em branco (0,18%) e 246 votos nulos (3,40%), resultando no comparecimento de 7.244 eleitores. Nos territórios federais representados por um deputado federal, será observado o princípio do voto majoritário.

### Chapa do PSP
| Candidatos a deputado federal em 1954 | Partido | Votação | Percentual | Cidade onde nasceu | Unidade federativa | Observações |
| Joaquim Rondon                        | PSP     | 3.712   | 53,14%     | Cuiabá             | Mato Grosso        | [ 5 ]       |
| Renato Medeiros                       | PSP     | -       | -          | -                  | Pará               | [ 6 ]       |
| Fontes:                               |         |         |            |                    |                    |             |

### Chapa PTB-PSD-UDN-PDC-PR
| Candidatos a deputado federal em 1954 | Partido | Votação | Percentual | Cidade onde nasceu | Unidade federativa | Observações |
| Aluísio Ferreira                      | PTB     | 3.273   | 46,86%     | Bragança           | Pará               | [ 8 ]       |
| Rui Brasil Cantanhede                 | PSD     | -       | -          |                    |                    | -           |
| Fontes:                               |         |         |            |                    |                    |             |